# برومات الفضة
برومات الفضة هو مركب كيميائي صيغته AgBrO3 ويوجد على شكل بلورات بيضاء اللون.

## التحضير
يحضر المركب من تفاعل نترات الفضة مع برومات البوتاسيوم:
{\displaystyle \mathrm {AgNO_{3}+KBrO_{3}\longrightarrow AgBrO_{3}\downarrow +KNO_{3}} }

## الخواص
يوجد المركب في الشروط القياسية على شكل صلب عديم اللون، ذي انحلالية ضعيفة في الماء (فقط حوالي 200 مغ لكل 100 مل ماء.)
يعد برومات الفضة من المركبات الحساسة للضوء، وهو يتفكك بالتسخين.

## الاستخدامات
يستخدم المركب في المختبرات الكيميائية مؤكسداً لبعض التفاعلات.